# 오가사와라 나가마사
오가사와라 나가마사(일본어: 小笠原長昌, 1796년 12월 1일 ~ 1823년 11월 1일)는 일본 에도 시대의 다이묘로, 다나구라번의 3대 번주이자 가라쓰번의 초대 번주이다. 오가사와라 가 다다토모 계 제9대 당주.
어릴적 이름은 아쓰사부로(篤三郎), 쓰하치로(津八郎)이며, 관위는 종5위하, 도노모노카미이다.
다나구라 번 2대 번주 오가사와라 나가타카의 둘째 아들로 태어났다. 형이 일찍 사망하면서 세자가 되었고, 1812년에 번주직을 계승하였다. 1817년, 다나구라에서 가라쓰로 이봉되었는데, 다나구라에서의 막대한 부채와 가라쓰로의 이전 비용으로 인해 번 재정이 궁핍해졌다. 이를 보충하기 위해 영내 백성들에게 헌금을 구하고, 재정 재건을 위해 힘썼지만 효과는 없었다.
가라쓰야키에 운학 무늬를 넣기 시작한 것이 나가마사라고 한다. 1823년, 28세의 젊은 나이로 사망하였으며, 친아들 나가미치가 아직 어려서, 오가사와라 나가야스가 양자로서 그 뒤를 이었다.
| 전임 오가사와라 나가타카 | 제3대 다나구라번 번주 (오가사와라 가문) 1812년 ~ 1817년 | 후임 이노우에 마사모토 |

| 전임 미즈노 다다쿠니 | 제1대 가라쓰번 번주 (오가사와라 가문) 1817년 ~ 1823년 | 후임 오가사와라 나가야스 |